# AD Police
AD Police (AD Police?) è un manga scritto da Tony Takezaki ed illustrato da Senno Knife, che è stato adattato in un OAV di tre episodi, spin-off di Bubblegum Crisis. L'"AD" del titolo sta per "Armored Division".

## Trama
Spinoff della serie Bubblegum Crisis, questi tre OAV si concentrano sulla AD Police, forza dell'ordine del futuro, spostando il periodo d'azione a qualche anno prima dell'entrata in scena delle Knight Sabers.  2027 Il protagonista della serie è Leon McNichol, giovane agente alle prese con casi sempre più complicati. Nel primo episodio, Leon si troverà ad affrontare una prostituta che ha intrapreso la via dell'omicidio nei confronti dei propri clienti. Nel secondo episodio, la città è minacciata da un nuovo "Jack lo squartatore". Infine, nel terzo episodio, viene raccontata la storia di un poliziotto assassinato, il cui cervello viene trapiantato in un corpo interamente meccanico.

## Episodi
| Nº | Titolo italiano Giapponese 「Kanji」 - Rōmaji                     | In onda          | In onda |
| Nº | Titolo italiano Giapponese 「Kanji」 - Rōmaji                     | Giapponese       |         |
| 1  | The Phantom Woman 「幻の女」 - maboroshi no onna                  | 25 maggio 1990   |         |
| 2  | The Ripper 「ザ・リッパー」 - za. rippa                           | 24 agosto 1990   |         |
| 3  | The Man Who Bites His Tongue 「舌を噛む男」 - shita wo kamu otoko | 22 novembre 1990 |         |

## Doppiaggio
- Toshio Furukawa: Leon McNichol
- Miina Tominaga: Iris Cara
- Norio Wakamoto: Billy Fanword
- Tesshou Genda: Ernest Dieork
- Youko Asagami: Phantom Lady
- Youko Matsuoka: Gina Marceau
- Atsushi Anbe: Alus
- Emi Shinohara: Vanessa Bach
- Kiyonobu Suzuki: Hyde Kersh
- Kiyoshi Kawakubo: Normal Police Chief
- Mika Doi: Caroline Evers
- Ryūsei Nakao: Saeki
- Sakiko Ikeda: Yoko Takagi
- Tamio Ohki: Psychologist

## Anime correlati
- Bubblegum Crisis
- Bubblegum Crash
- Bubblegum Crisis Tokyo 2040
- AD Police (serie animata 1999)
- Parasite Dolls
- Scramble Wars